# ラチェット (トランスフォーマー)
ラチェット（Ratchet）はハズブロとタカラ（現タカラトミー）のトランスフォーマーシリーズのキャラクター。

## 戦え!超ロボット生命体トランスフォーマー
『戦え!超ロボット生命体 トランスフォーマー』の第1話から登場。声を担当したのは英語版がドン・メシックで、第61話（英語版では第8話）のみウォーリー・バー、日本語版が江原正士。

### 性格・特徴
サイバトロンの医師。救急車に変形する看護員であり、仲間の修理を主な任務としている。
普段は温厚な性格であり、仲間たちを労いながら修理を行うが、時に危険を顧みない仲間に対し苦言を呈したり、第65話「トランスフォームをとめろ!」では自分の苦労を嘆いたこともある。「修理に関しては右に出るものはいない」とも自負しており、第73話「サイバトロンの逆襲」では珍しくそのことを主張していた。彼の腕が確かだからこそ、仲間たちは負傷を恐れる必要がなかったという一面もある。
技術者のホイルジャック/Wheeljackの助手のような関係だが、第11話「フランケンシュタイン・スパイク」ではホイルジャックの実験に付き合わされることに困惑し、トラブルが起きても懲りずに実験しようとする彼に呆れていた。二人が造ったものの代表格として、ダイノボットが挙げられる。
主力武器はビームガンと両腕からのビーム。ビークル後部は移動砲台になり、第1話にのみ登場している。左腕は溶接用のバーナーに変形し、左腕上部には解体用のレーザーメスが仕込まれている。この他にも、腕を収納して捕獲用ネットを射出したり、両拳を握り締めて光線を発射する機能を持つ。カーモードでは側面のドアを横に倒し、患者を収納する。

### 活躍
『戦え!超ロボット生命体 トランスフォーマー』ではサイバトロンの修理班としてほぼ全編に渡って登場する。
『ザ・ムービー』ではアイアンハイドなどとともにコンボイの命令で仲間たちと共に地球に向かうところで、メガトロン率いるデストロン軍団に乗っている宇宙船を乗っ取られる。ゴング、プロールなどが倒れる状況で、自身も応戦するがスタースクリームの発砲を全身に浴び死亡。
『2010』の第8話では、小惑星帯にラチェットをはじめ、ユニクロン戦争の戦死者たちを弔った墓地があったが、クインテッサ星人の策略によって墓地は破壊されてしまった。

### 漫画版

#### 戦え!超ロボット生命体トランスフォーマー ザ☆コミックス
テレビマガジン版トランスフォーマーの第2話から登場。北アメリカアリゾナ州に現れたデストロンに対し、カセットロンがいないことを不信に思う。
第4話ではサイバトロン日本支部にて横浜のデストロン襲撃を伝える。

#### トランスフォーマー スターゲート戦役
初登場は第1話「FIRST CONTACT」。ホイルジャックの作ったコンボイの式典用のスピーチ製作を手伝ったらしい。恒星間移動用ゲート・「トリガー」の形状を気に入っていない。
実験中の事故により、腕と足に大きな怪我を負ったアドル博士とその娘カチュアに義手と義足を提供。本作品におけるサイバトロンと人間の大きな結びつきとなる。

### 玩具（スターゲート戦役）
元の玩具は『ダイアクロン』・カーロボットNO.4 ワンボックス チェリーバネット 救急車タイプである。チェリーバネット（TFではアイアンハイド）の仕様変更品でありパトライトがあるなどの違いがある。ダイアクロン隊員をフロントガラス越しに載せるパワードスーツのような位置づけであったため、アニメと違って顔が無く、顔は運転席にシールを貼って再現していた。開発担当は大野光仁。1984年初期発売版は左右サイド下部と屋根に赤十字マークが見られる。アニメにはこのマークがあるが、玩具中期版から省略されている。
当時、日本では一般販売されず、1986年より商品パッケージ付属のロボットポイントを集めて購入する通販専用商品だった。ロボットポイント用のパッケージは2種類存在する。
2001年に『コレクターズエディション』にてアイアンハイドとともにイベント限定で復刻。
2007年の『トランスフォーマー アンコール』では「06」として12月に発売。初の一般発売が行われた。また、パッケージのベロの部分にアニメ版の顔のペーパークラフトがついており、座席部分に挿すことでアニメ版の顔を再現可能となっている。
2008年4月には『トランスフォーマービジュアルワークス』誌上限定で仕様変更品のラチェットエマージェンシーグリーンが発売されている。

#### その他の玩具
サイバトロン戦士22セット
セブンより発売された塩ビ人形セットに付属。アニメに準拠したデザインで初めて立体化された玩具である。
サントリーコーヒーボス　トランスフォーマーオリジナルフィギュア
サイバトロン側のラインナップ。全10種類。

## マイクロン三部作（ユニクロン三部作）
『マイクロン伝説』ではG1と同じく医療兼メカニック役として登場。第2話から登場。コンボイと共に地球へやってきたサイバトロン戦士で副官を務める。ボディカラーは白と青を基調としており、SUV型の救急車（4WD車）に変形する。一人称は「私」。
パートナーのマイクロンはフック / Longarm。エボリューションにより胸部から「エナジーブラスト」が発射し、背部から「ポイントブラスター」が出現する。ベテラン戦士として描かれ、ホットロッドからは「ラチェットのとっつぁん」と呼ばれる。冷静だが熱心な性格で隠れた実力者。メカニックや医療も担当しており、機械の修理や子供たちの安全のためにサイバーホークを製作したり、グラップを瀕死の重傷から復活させたこともある。ダブルフェイス侵入事件以降は、基地の守りに専念するようになった。
第43話でスカージの攻撃により瀕死の重傷を負うが、マイクロンの力により、マイクロンの力によってスーパーモードに進化し、ボディカラーも白とオレンジ、加えて銀色を基調にしたものになり、彼の海外名であるレッドアラート同様、ファイヤーチーフカーに変形するようになった。第50話ではユニクロンの体内に赴くラッドたちを身体を張って送り届けた。
声を担当したのは日本語版では沢木郁也、英語版ではブライアン・ドブソン、ゲーム版ではダラン・ノリスが担当。
「ギャラクシーフォース」の海外版「CYBERTRON（サイバートロン）」では同一人物という設定でレッドアラート（後にサイバトロンディフェンスレッドアラートに強化）（ファストエイド（後にファストガンナーに強化）の英名）として登場している。声を担当したのは日本語版では加瀬康之、英語版は同じくブライアン・ドブソン。
設定としては13人のプライムの一人であるプライマプライムの子孫。

### 玩具（ユニクロン三部作）
日本では2002年12月27日に「MC-02」のナンバーを与えられて発売。玩具はパートナーマイクロンはフック /  Longarmが付属。2003年9月27日に「MC-12」のナンバーを与えられて、「ラチェットS（スーパーモード）」が発売、パートナーマイクロンもスパークフックに変更されている。サイズは海外版の基準ではマックスコン（MAXCON）。

## 実写映画版
オートボットの軍医兼科学者。
ハマー・H2をベースにしたレスキュー車に変形する。声を担当したのは英語版がロバート・フォックスワース、ゲーム版では第2作目のみロバート・フォックスワースが担当し、第1作目と第3作目ではフレッド・タタショアが担当している。日本語版が浦山迅。
続編である第2作目『トランスフォーマー/リベンジ』では今作で腕にミサイルを装備、医療にも攻撃にも使えるエレクトロウィップを武器に持ち、シボレー・ボルト (ハイブリッドカー)に変形するジョルト / Joltを部下としている。
第3作目『トランスフォーマー/ダークサイド・ムーン』ではカラーリングが全面的に変更され、白いラインが入っている他、左腕もバルカン砲に変形可能となっている。本作品では主にオプティマスプライム（コンボイ） / Optimus Primeと2人で行動しており、彼と共に月に赴いて先代プライムであるセンチネルプライム / Sentinel Primeを回収した。サウンドウェーブ / Soundwaveに撃たれたりセンチネルプライム / Sentinel Primeに斬られてもすぐに戦線復帰するなど、高い耐久力を持つ。
第4作目『トランスフォーマー/ロストエイジ』ではオプティマスプライム / Optimus Primeの命令を受け人間との接触を断ち切り潜伏生活を送っていたが、ミシガン湖の船の中に隠れていたところを「墓場の風」とロックダウン / Lockdownに襲われて重傷を負う。ロックダウン / Lockdownからオプティマスプライム / Optimus Primeの居場所を尋問されるが自白することを拒んだため、スパークをえぐり取られ殺害された。
彼の遺体はCIAを通じて表向きは同じ略称を持つ、ロボット工学の一流企業ということになっているトランスフォーマーのテクノロジーを解析して自己のものにしようとする反トランスフォーマー組織「KSI（Kinetic Solutions Incorporated）」であるKSI（Kinetic Solutions Incorporated）の研究所に運び込まれ、研究素材として解剖されてしまった。
世界のユニバーサル・スタジオ・テーマパークに存在する、実写映画版『トランスフォーマー』シリーズをテーマにした3Dシミュレーションライドタイプのアトラクション『トランスフォーマー・ザ・ライド3D』にも登場。
『トランスフォーマー・ザ・ライド3D』では、N.E.S.T.（ネスト）新兵の訓練中、待ち列ではオプティマスプライム / Optimus Prime同様ゲストを歓迎し、N.E.S.T.（ネスト）及びオートボットの使命を紹介する。ライド本編ではイーバック（イーヴァック） / EVACを市街地から逃すべくアイアンハイド / Ironhideと協力してデバステーター / Devastatorに立ち向かう。

## 変形!ヘンケイ!トランスフォーマー
海外の玩具展開『Transformers Universe』にて発売されたものの塗装変更品。初代（G1）同様、アイアンハイドの仕様変更品である。頭部も作られており、初代（G1）と異なりSUVタイプの救急車に変形する。国内展開の『変形!ヘンケイ!トランスフォーマー』では「C-14」のナンバーを与えられて2009年2月に発売された。サイズは海外版の基準でデラックス（DELUXE）。
付属コミックスではスタースクリームのエネルゴン略奪を阻止。しかしスタースクリームはその腹いせに工場を爆破。工場には見学に来ていた少女が取り残され、ラチェットは少女を救出。工場の火災をインフェルノに任せ、病院に送り届けようとするが、スタースクリームの追撃に遭う。しかしそこに消火を終えたインフェルノが駆けつけ、ラチェットは少女を無事送り届け、その後負傷したインフェルノを修理する。

## アニメイテッド
オプティマス部隊のメンバーで主に治療や修理を担当する。オプティマス部隊の中では最も古参のオートボット（Autobots）でサブリーダー的な存在。アースモードでは救急車に変形し、サイバトロンモードではキャタピラの付いた4脚の救急車に変形する。
第4シーズンでは『実写映画版』のラチェット/Ratchetのカラーリングによく似た緑色のレスキューカラーデザインに変更する予定であった。
日本語版のオープニング映像ではロングアーム/Longarm（ショックウェーブ/Shockwave）との戦闘シーンが描かれている。
声は英語版がコーリー・バートン、日本語版は大川透が担当。

### 玩具（アニメイテッド）
2010年3月27日に「TA-04」のナンバーを与えられて発売。ロックダウンとのセット箱「セットC 因縁の対決」も発売されている。9月18日にサイバトロンモードが「TA-40」のナンバーを与えられて発売。サイズは海外版の基準で共にデラックス（DELUXE）。開発担当は国弘高史。アクティベイター版は江島多規男。
10月2日にアクティベイター版がオプティマスプライム、メガトロン、ロックダウンとのセット箱「アニメイテッドスーパーコレクションvol.1」で発売。

## プライムシリーズ
『超ロボット生命体 トランスフォーマー プライム』および続編の『トランスフォーマー アドベンチャー』ではオートボットの軍医兼技術者として登場。声は日本語版は『プライム』では飛田展男、『アドベンチャー』では『ビーストウォーズ』シリーズでコンボイを演じた子安武人、英語版は共通してジェフリー・コムズ。ハマー・H2に似た救急車（続編の『アドベンチャー』では白と橙の救急車）に変形する。
真面目で責任感が強い性格だが堅物で神経質なところがあり、地球の技術や人間を見下すような発言が多く、故郷への帰還意欲が強い。一度吹っ切れると止まらなくなることがある。主に治療と基地の整備を担当し、留守を預かることが多い。オプティマスプライムとは古くからの友人関係にあり、オプティマスプライムが不在の際には彼に代わって指揮することもある。博識で、作中に登場するサイバトロン星の出来事や特殊なアイテムにも非常に詳しい。
日本未放送のシーズン3『Beast Hunters（ビーストハンターズ）』では、絶望的な状況に自暴自棄になっていたが、希望を捨てないバンブルビーとラフに説得され復帰。第10話（第62話）においてオメガロック再建のために合成エネルゴンを完成させたい企むディセプティコンによって拉致され、メガトロンに一度完全に断たれた「故郷の復活」をちらつかされ協力を承諾してしまう。そして完全な合成エネルゴンを完成させるが、データを抹消した上で騒ぎを起こし脱走を試みる。だがそれもメガトロンとサウンドウェーブによって阻止され、オートボットに恨みをもつプレダキングに殺されかけるも機転を利かせ脱出。オプティマスプライムに通信を試みネメシスの位置を特定させ、決戦の舞台を整え、サイバトロン星が復活した後、人間の技術を学ぶため唯一地球に留まった。
最終シーズンで完結篇の『Predacons Rising（プレダコン・ライジング）』では、スモークスクリーンの要請で地球からサイバトロン星に帰還する。バンブルビーの要請でグランドブリッジを起動させ、ユニクロンの力で復活したメガトロンの攻撃によって熔鉱炉に落とされそうになった彼を含めたバルクヘッド、アーシー、スモークスクリーンを救出した。その後は瀕死の重傷を負った精鋭部隊隊長である副司令官ウルトラマグナスを治療していたため、終盤まで出番は無かった。
武器は両腕を変形させるブレードで、チームの中で唯一銃火器を装備していない。戦闘は不慣れだが、オプティマスプライムにも劣らない奮戦振りを見せる。
日本語版での肩書は「看護員」で、一人称は「私」（続編の『アドベンチャー』も同様）。「それ使うのに！」が口癖。
公式人気投票では第2位（72票）（サウンドウェーブと同率）で、トイ部門では第9位（21票）。
続編より始まる『アドベンチャー』ではシーズン2『マイクロンの章』第12話（第38話）から登場。オプティマスプライムが行方不明になった後、サイバトロン星の復興に尽力したが、新政府がオプティマスプライムを先の大戦の戦犯として扱い歴史から抹消しようとしたことに抗議したため、ディセプティコンの残党狩りを命じられる形で地球へ左遷された。その後、クランプダウンとの戦闘中にオプティマスプライムを含めたバンブルビーたちと再会し、彼らと共にディセプティコン島の決戦に挑んだ。戦闘後はアルケモア号の護衛を兼ねてサイバトロン星へ帰還した。
玩具はストロングアームの仕様変更品で、前作『プライム』とは若干ビークルモードが異なる。